# Grabow (Meckl) (stacja kolejowa)
Grabow (Meckl) (niem: Bahnhof Grabow (Meckl)) – stacja kolejowa w Grabow, w regionie Meklemburgia-Pomorze Przednie, w Niemczech. Wraz z czterema innymi dworcami, również otwartymi 15 października 1846, jest to jeden z najstarszych dworców kolejowych w tym landzie. Neoklasycystyczny budynek stacji od czasu otwarcia i kilka innych budynków w okolicy stacji uznane są za pomniki narodowe.

## Położenie
Stacja znajduje się w miejscowości Grabow w powiecie Ludwigslust-Parchim w Meklemburgii-Pomorzu Przednim, siedem kilometrów od węzła kolejowego Ludwigslust. Znajduje się na kilometrze 163,2 linii Berlin – Hamburg i jest ostatnią stacją przed granicą z Brandenburgią. Stacja znajduje się około 500 metrów na północny wschód od centrum miasta. Na południowy wschód od stacji, linia kolejowa przecina rzekę Elde.

## Linie kolejowe
- Berlin – Hamburg